# Jakub Kobzík
Jakub Kobzík, v dobových matrikách též Kobsík (5. července 1862 Stará Břeclav – 3. ledna 1945 Břeclav), byl rakouský politik z Moravy; poslanec Moravského zemského sněmu.

## Biografie
Narodil se roku 1862 ve Staré Břeclavi jako syn rolníka Jakuba Kobzíka a Anny rozené Čapkové. V květnu 1887 se jeho manželkou stala Mariana rozená Kobzíková, dcera Martina Kobzíka, čtvrtláníka ze Staré Břeclavi. Uváděl se tehdy jako Jakub Kobzík (v originálu matriky Jakob Kobsík), rolník ve Staré Břeclavi. Bylo mu 25 let. Bydlel v domě čp. 75 ve Staré Břeclavi. Příjmení Kobzík bylo ve vesnici velmi početné, proto měla rodina zemského poslance přezdívku Kobzíček.
Počátkem 20. století se zapojil i do vysoké politiky. V zemských volbách v roce 1902 byl zvolen na Moravský zemský sněm, kde zastupoval kurii venkovských obcí, obvod Hustopeče, Břeclav. V roce 1902 se na sněm dostal jako kandidát Katolické strany národní na Moravě. Proti výsledku volby podal protest poražený kandidát František Nosek, ale výsledek byl uznán. V roce 1905 čelil kritice, když mladočeský tisk opakovaně informoval o údajných finančních nesrovnalostech v obecní pokladně ve Staré Břeclavi. Kobzík měl jako starosta opomíjet vykazování příjmů i výdajů. V srpnu 1905 se uvádí, že Kobzík rezignuje na mandát poslance. Na sněm pak místo něj usedl Ondřej Michlovský.
V listopadu 1925 se ještě Jakub Kobzík oženil v Břeclavi s Marií Holobrádkovou. Zemřel v lednu 1945 v Břeclavi.
Synem zemského poslance a starosty Staré Břeclavi Jakuba Kobzíka byl pedagog a sběratel lidové tvorby Josef Kobzík (1894–1971). Synem Josefa Kobzíka byl lékař a hudebník Josef Kobzík mladší (1929–2000), zakladatel cimbálové kapely Břeclavan.